# Distorimula mexicana
Distorimula mexicana är en svampart som beskrevs av F. San Martín, P. Lavín & Esqueda 1999. Distorimula mexicana ingår i släktet Distorimula, ordningen kolkärnsvampar, klassen Sordariomycetes, divisionen sporsäcksvampar och riket svampar.   Inga underarter finns listade i Catalogue of Life.